# داندس ولی، نیو ساوت ولز
داندس ولی (به انگلیسی: Dundas Valley) یک حومه شهر در استرالیا است که در نیو ساوت ولز واقع شده‌است.